# Giuseppe Brighenti
Giuseppe Brighenti (Endine Gaiano, 8 giugno 1924 – Bergamo, 10 agosto 1996) è stato un politico, partigiano e sindacalista italiano, eletto nella III e IV legislatura alla Camera dei deputati.

## Biografia
Conosciuto durante la Resistenza con il nome di battaglia di Brach, è membro della 53 Brigata Garibaldi "Tredici martiri di Lovere". Al termine del conflitto viene nominato dal CNL sindaco di Endine Gaiano. Negli anni successivi ricopre l'incarico di consigliere comunale della città di Bergamo e sindacalista della CGIL.
Alle elezioni politiche del 1958 viene eletto alla Camera per il Partito Comunista Italiano; è poi riconfermato anche nel 1963, termina il proprio mandato parlamentare nel 1968.